# Saint-Congard
Saint-Congard is een gemeente in het Franse departement Morbihan (regio Bretagne) en telt 702 inwoners (2004). De plaats maakt deel uit van het arrondissement Vannes.

## Geografie
De oppervlakte van Saint-Congard bedraagt 22,1 km², de bevolkingsdichtheid is 31,8 inwoners per km².
De onderstaande kaart toont de ligging van Saint-Congard met de belangrijkste infrastructuur en aangrenzende gemeenten.

## Demografie
Onderstaande figuur toont het verloop van het inwonertal (bron: INSEE-tellingen).

1. ↑  Populations de référence 2022.